# 제노바 (영화)
《제노바》(영어: Genova)는 영국에서 제작된 마이클 윈터바텀 감독의 2008년 드라마 영화이다. 콜린 퍼스, 캐서린 키너, 호프 데이비스 등이 출연하였고, 앤드루 이턴 등이 제작에 참여하였다.

## 출연
- 콜린 퍼스
- 캐서린 키너
- 호프 데이비스
- 윌라 홀랜드
- 펄라 헤이니자딘
- 케리 셰일
- 디미트리 고리처스

## 기타 제작진
- 라인 제작: 멀리사 파멘터
- 공동 제작: 웬디 브레이징턴
- 배역: 웬디 브레이징턴
- 미술: 마크 디그비